# Marc Ekila Likombio
Marc Ekila Likombo, né le 08 juillet 1970 à Kinshasa est un homme politique de la  République démocratique du Congo. Il est nommé  vice-ministre des Transports et Voies de communication du 12 avril 2021 au 28 mai 2024 au sein du gouvernement Lukonde.  
Kinshasa, le 13 juin 2024 il se voit confier le ministère  de la formation professionnelle au sein du tout nouveau gouvernement SUMINWA.

## Biographie
Maître Marc Ekila Likombo est né à Kinshasa le 08 Juillet 1970. 